# Département des affaires économiques et sociales
Le Département des affaires économiques et sociales (DAES) est un département du Secrétariat des Nations unies. Le Secrétaire général adjoint aux affaires politiques est Liu Zhenmin, un diplomate chinois. Le rôle du DAES est de produire et analyser des données sur des questions économiques, sociales et environnementales pour examiner des problèmes et évaluer les options; dans les organes intergouvermentaux, faciliter les négociations; et conseiller les gouvernements.
Le Département est composé de plusieurs bureaux et divisions :
- le bureau du Secrétaire général adjoint
- la division des politiques et de l'analyse du développement
- le bureau du financement du développement
- le bureau de l'appui au Conseil économique et social et de la coordination
- le bureau de la Conseillère spéciale pour la parité des sexes et la promotion de la femme
- la division de la promotion de la femme
- la division du développement durable
- le forum des Nations unies sur les forêts
- la division des politiques sociales et du développement social
- la division de l'administration publique et de la gestion du développement
- la division de la statistique
- la division de la population